# Supermercados Giassi
O Giassi Supermercados é uma empresa catarinense com sede no município de Içara. Atualmente, consiste em 17 lojas espalhadas pelos município de Araranguá, Blumenau, Criciúma, Içara, Joinville, Palhoça, São José, Sombrio, Tubarão, Jaraguá do Sul, Itajaí e Morro da Fumaça.

## História
Com lojas espalhadas por todo o litoral de Santa Catarina, o Giassi foi fundado em 1960 por Zefiro Giassi, após ter deixado os trabalhos do magistério e abrir sua primeira loja de secos e molhados (tecidos e ferragens), em Içara.
Com o crescimento da cidade os negócios expandiram e a empresa foi também se diversificando. A loja começou a comercializar alguns gêneros alimentícios e os tecidos foram substituídos por materiais de construção.
Em 1968 a primeira filial era inaugurada na cidade de Araranguá. A empresa continuou crescendo e se consolidou com destaque para o bom atendimento, qualidade dos produtos, bons preços, além da proximidade com a comunidade. Essa filosofia de trabalho continua até os dias de hoje e pode ser observada no slogan "pequenos preços, grandes amigos".
Em 1970 a loja de Içara passa do atendimento de balcão para o autosserviço. Essa mudança marcou o surgimento do primeiro supermercado Giassi.
Em 2018 a empresa atingiu faturamento anual de mais de um bilhão de reais.
Em 2023 falece seu presidente e fundador Zefiro Giassi no dia 15 de dezembro

## Diretoria Atual
- Zefiro Giassi - Fundador e Diretor-presidente [3]
- Osni Giassi - Diretor Comercial
- Alenir Cabreira - Diretor Administrativo Financeiro
- Antônio Zanette - Diretor de Patrimônio

## Premiações[1]
2005 - Top of Mind (Supermercado Região Sul)
2006 - Top of Mind (Supermercado Região Sul)
2007 - Top of Mind (Supermercado Região Sul)
2008 - Top of Mind (Supermercado Região Sul)
2009 - Top of Mind (Supermercado Região Sul)
2010 - Top of Mind (Supermercado Região Sul)
2011 - Top of Mind (Supermercado Região Sul)
2012 - Top of Mind (Supermercado Região Sul)
2013 - Top of Mind (Supermercado Região Sul)
2014 - Top of Mind (Supermercado Região Sul)
2015 - Top of Mind (Supermercado Região Sul)
2016 - Top of Mind (Supermercado Estado)
2017 - Top of Mind (Supermercado Estado)

## Lojas[4]
- Araranguá Centro e Cidade Alta
- Blumenau Victor Konder
- Criciúma Centro e Santa Bárbara
- Içara Centro
- Joinville América e Bucarein
- Palhoça Pagani
- São José Barreiros e Campinas
- Sombrio Centro
- Tubarão Vila Moema e Oficinas
- Jaraguá do Sul Centro
- Itajaí Fazenda
- Morro da Fumaça Jussara